# Androsace alchemilloides
Androsace alchemilloides är en viveväxtart som beskrevs av Adrien René Franchet. Androsace alchemilloides ingår i släktet grusvivor, och familjen viveväxter. Inga underarter finns listade i Catalogue of Life.